# Zale umbripennis
Zale umbripennis är en fjärilsart som beskrevs av Augustus Radcliffe Grote 1876. Zale umbripennis ingår i släktet Zale och familjen nattflyn. Inga underarter finns listade i Catalogue of Life.